# Vinogradni (Krymsk, Krasnodar)
Vinogradni (del ruso: Виноградный) es un posiólok del raión de Krymsk del krai de Krasnodar, en Rusia. Está situado en las vertientes septentrionales del extremo de poniente del Cáucaso Occidental, a orillas del río Gechepsin, afluente del Adagum, de la cuenca del Kubán, 8 km al noroeste de Krymsk y 87 km al oeste de Krasnodar. Tenía 594 habitantes en 2010
Pertenece al municipio Moldavanskoye.